# Otto Stampfli
Otto Stampfli (* 27. Dezember 1894 in Solothurn; † 30. März 1972 in Biberist), heimatberechtigt in Burgäschi, war ein Schweizer Politiker (FDP).

## Leben

### Familie
Otto Stampfli war der Sohn des Käsers Joseph Stampfli und dessen Ehefrau Regina (geb. Studer).
Er war seit 1920 mit Marie Rosa, die Tochter von Alois Mollet, verheiratet; gemeinsam hatten sie mehrere Kinder, unter anderem war ihr Sohn der Archäozoologe Hans Rudolf Stampfli.

### Werdegang
Nach einer Verwaltungslehre in Solothurn wurde Otto Stampfli 1919 Amtsschreiber von Bucheggberg und später Adjunkt im Justiz- und Polizeidepartement des Kantons Solothurn.
Er war Mitglied des Verwaltungsrats der Aare-Tessin AG für Elektrizität bis 1967 und kam 1942 in den Verwaltungsrat der Emmental-Burgdorf-Thun-Bahn AG.

### Politisches Wirken
Otto Stampfli trat für die freisinnigen Bauern des Bucheggbergs an und war, als Nachfolger von Ferdinand von Arx, von 1936 bis 1961 Solothurner Regierungsrat und Direktor des Bau- und Landwirtschaftsdepartements. Er war während des Zweiten Weltkriegs massgeblich an der Ausarbeitung sozialer Vorlagen für Minderbemittelte beteiligt und initiierte 1942 die Juraschutzverordnung. Dazu setzte er sich für den Schutz des bäuerlichen Grundbesitzes ein und förderte die Güterzusammenlegung, die Juragewässerkorrektion, den Flugplatz Grenchen sowie den Bau von Autobahn und Privatbahnen. Ihm folgte als Regierungsrat Hans Erzer.
1957 wurde er Mitglied der Planungskommission des Eidgenössischen Departements des Innern, das sich mit dem Hauptstrassennetz beschäftigte.
1938 wurde er Vizepräsident der FDP Kanton Solothurn und von 1945 bis 1951 war er, als Nachfolger von Paul Haefelin, Kantonalpräsident der FDP, die er reorganisierte. Ihm folgte, nach seinem Rücktritt, Karl Obrecht.
Otto Stampfli übte mehrmals das Amt des Vizelandammann (1938, 1944, 1949, 1953, 1958) und das des Landammanns (1940, 1945. 1954, 1959) aus.
1944 gehörte er dem Vorstand der Solothurnischen Arbeitsgemeinschaft für Regional- und Landesplanung an.
Er hatte 1945 den Vorsitz des Aktionskomitees zur Befürwortung und Werbung für das neue Bundesbahngesetz sowie 1946 des Preisgerichts im Wettbewerb für einen Entwurf für ein Schlachtdenkmal in Dornach (siehe auch Schlacht bei Dornach).

## Mitgliedschaften
1931 gründete Otto Stampfli den Staatspersonalverband des Kantons Solothurn.
Er wurde 1932 Aktuar des von Martin Trepp (1877–1949) neu gegründeten Vereins für Staatsbürgerkurse, deren Zentralstelle er seit 1935 führte.
1956 war er Vizepräsident des Schweizerischen Autostraßen-Vereins und wurde 1961 für drei Jahre als Präsident bestätigt.
Er trat 1961 aus dem Vorstand der Regionalplanungsgruppe Nordwestschweiz aus.
1944 war er Mitglied der Kantonalen Altertümerkommission.
Er war seit 1941 im Stiftungsrat der Stiftung Schloss Gilgenberg (siehe auch Ruine Gilgenberg).

## Schriften (Auswahl)
- 25 Jahre im Dienste des Volkes. Derendingen: Habegger Druck und Verlag, 1968.